# Pablo Neruda

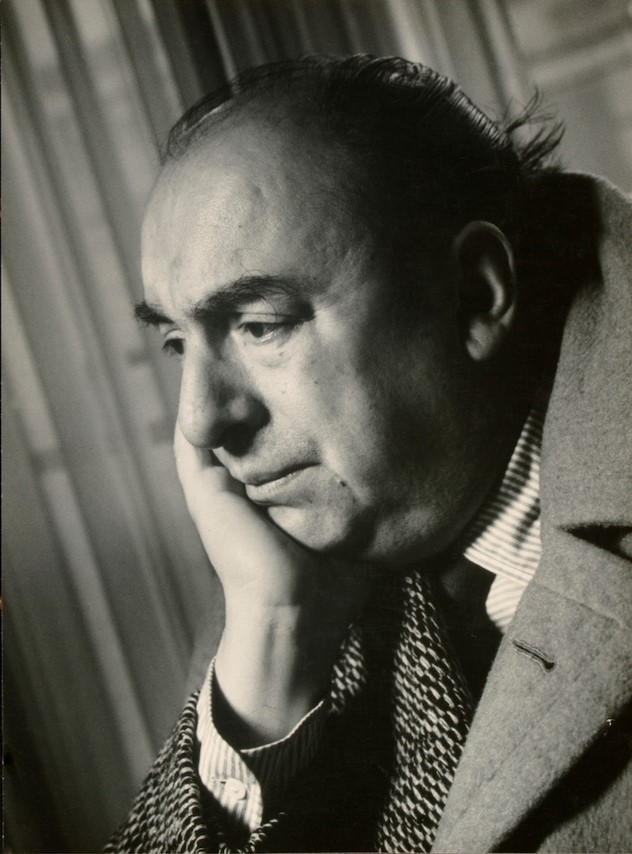
Pablo Neruda in einer Aufnahme von Annemarie Heinrich, 1967

Pablo Neruda; eigentlich Ricardo Eliécer Neftalí Reyes Basoalto (* 12. Juli 1904 in Parral; † 23. September 1973 in Santiago de Chile), war ein chilenischer Dichter und Schriftsteller sowie Diplomat, der sich vor allem gegen den Faschismus in seinem Heimatland und in Spanien einsetzte. 1971 erhielt er den Nobelpreis für Literatur.

## Biografie

### Kindheit und Jugend
Neruda war der Sohn des Lokomotivführers José del Carmen Reyes und der Volksschullehrerin Rosa Neftalí Basoalto. Die Mutter starb an Tuberkulose, als Neruda einen Monat alt war. Der Vater siedelte nach Temuco über und das Kind wuchs einsam in der Obhut des Großvaters auf. Im Jahr 1906 holte der Vater seinen Sohn Pablo nach Temuco und heiratete ein zweites Mal: Trinidad Candia Marverde; Neruda bezeichnete sie in seinen Werken als mamadre. Er besuchte bis 1920 die Knabenschule von Temuco. Dort lernte er die Dichterin Gabriela Mistral kennen, die später selbst einen Nobelpreis für Literatur erhalten sollte. Sie brachte ihm die klassischen russischen Erzählungen nahe. In seiner Freizeit und in den Ferien machte er erste experimentelle Schreibübungen und er durfte regelmäßig mit seinem Vater im Zug mitfahren. Auch in seinen späten Gedichten entdeckt man häufig den Bezug auf Eindrücke seiner Jugend, geprägt von einer weiten ursprünglichen Landschaft.
1919 gewann er den dritten Preis der Blumenspiele von Maule (Juegos Florales de Maule) mit seinem Gedicht Ideelle Gemeinschaft (Comunión ideal). Ab 1920 benutzte er, zunächst für die Literaturzeitschrift Selva Austral, das Pseudonym Pablo Neruda, der Legende nach in Anlehnung an den tschechischen patriotischen Dichter Jan Neruda, dessen sozialkritische Werke er sich, aus lateinamerikanischer Sicht, zum Vorbild für die eigene Arbeit nahm. Neueren Untersuchungen zufolge hatte aber der junge Neftalí Reyes einmal eine Partitur von Pablo de Sarasate gesehen, die der Violinistin Wilma Norman-Neruda gewidmet war. Es waren die Spanischen Tänze für Violine und Klavier in einer Ausgabe der Berliner Edition N. Simrock aus dem Jahr 1879. Das Deckblatt der Partitur vermerkte eine Widmung an „Frau Norman-Neruda“. Neftalí Reyes benutzte fortan den Vornamen des spanischen Komponisten und den Nachnamen der tschechischen Geigerin für sein Pseudonym. In seinen Memoiren Ich bekenne, ich habe gelebt gibt Neruda allerdings unter der Überschrift „Warum Neruda“ Folgendes an: „Um die Veröffentlichung meiner ersten Verse zu vertuschen, suchte ich mir einen Nachnamen, der völlig unverdächtig war. In einer Zeitschrift fand ich diesen tschechischen Namen, ohne überhaupt zu wissen, dass es sich um einen von einem ganzen Volk verehrten großen Schriftsteller handelte, den Verfasser herrlicher Balladen und Romanzen, dem Prag im Stadtteil Mala Strana ein Denkmal errichtet hat.“ (Ich bekenne, ich habe gelebt, Sammlung Luchterhand im dtv, 1993, Seite 204). Anlass für die Wahl eines Pseudonyms war, der Missbilligung des Vaters über seine Dichtung zu entgehen. Von 1921 bis 1926 studierte er Französisch und Pädagogik am Institut für Pädagogik an der Universidad de Chile in Santiago. Dort erhielt er den ersten Preis beim Frühlingsfest mit dem Gedicht La canción de fiesta. 1923 veröffentlichte er sein erstes selbstfinanziertes Buch.

### Erster Aufenthalt in Asien und Europa

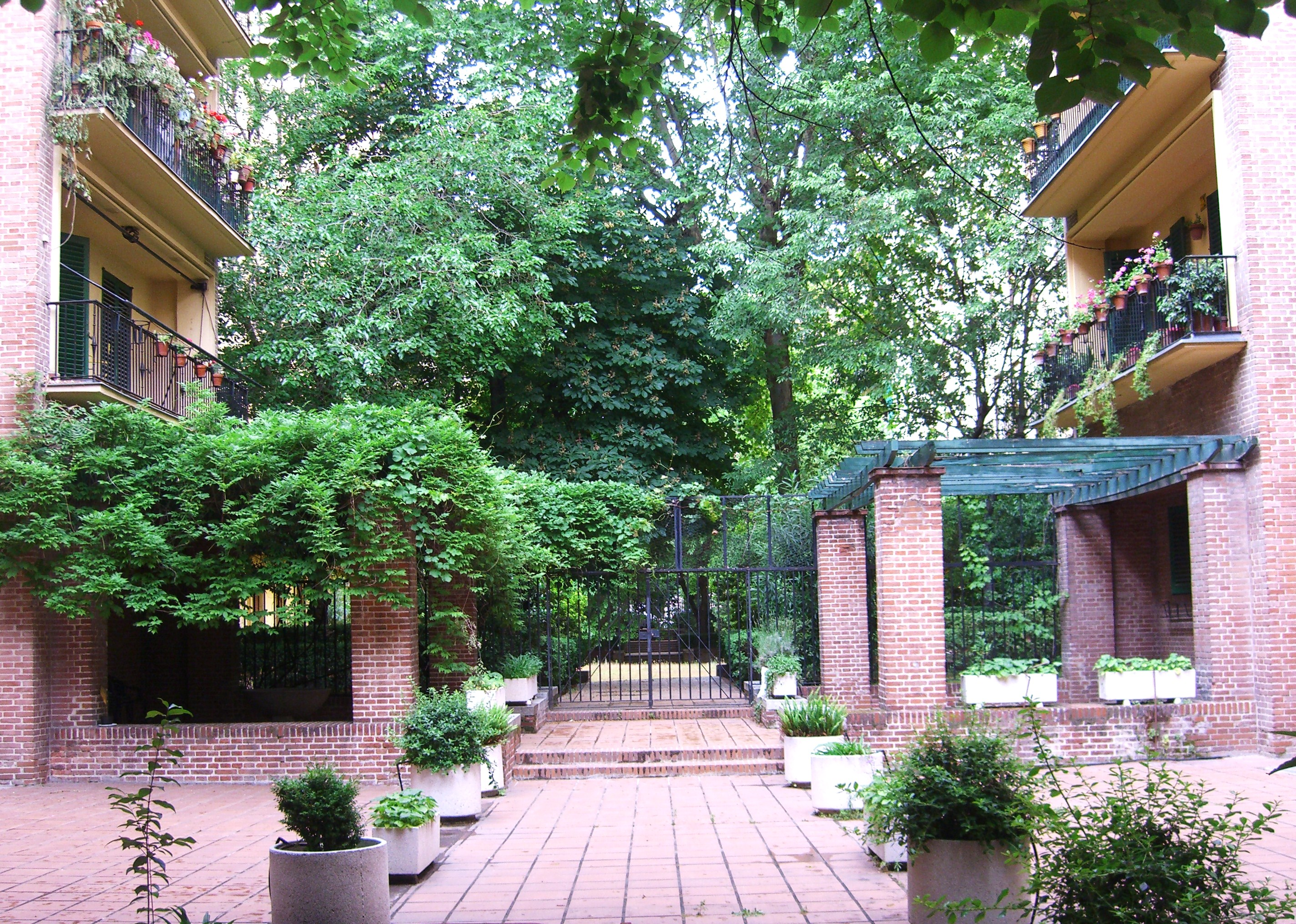
„La Casa de las Flores“. Hier wohnte Neruda, als er Konsul in Madrid war. Das Haus wurde bombardiert und schwer beschädigt und nach dem Bürgerkrieg wiederaufgebaut.

1927 trat er in den diplomatischen Dienst und verbrachte seine ersten Jahre als Honorarkonsul in Südostasien, in Rangun, Colombo, Singapur und Batavia (Jakarta). Im August 1933 wurde Neruda zum Honorarkonsul in Buenos Aires ernannt. Dort lernte er den spanischen Dichter Federico García Lorca kennen, der sich in der argentinischen Hauptstadt aufhielt. 1934 bekam er einen Posten als chilenischer Konsul in Spanien, zunächst in Barcelona und später in Madrid. Er freundete sich mit García Lorca an und brachte mit ihm und anderen Redakteuren die Zeitschrift Caballo verde para la poesia („Grünes Pferd für die Dichtung“) heraus. Bis 1936 erschienen fünf Ausgaben. Die sechste Ausgabe, bereits fertig geschrieben und redigiert, sollte am 19. Juli 1936 erscheinen; dazu kam es aber nicht. Am 17. Juli begann der Spanische Bürgerkrieg mit dem Putsch von General Francisco Franco. García Lorca wurde erschossen und Neruda beschloss, sich aktiver gegen die Putschisten zu engagieren, obwohl er als Konsul zur absoluten Neutralität verpflichtet war. Seine Werke wurden zunehmend politisch.
Als Anfang November 1936 die Putschisten vor den Toren Madrids standen, musste Neruda flüchten; er ging zuerst nach Barcelona, dann nach Marseille und später nach Paris. Zu dieser Zeit schrieb er seinen Gedichtzyklus España en el corazón.
Er schloss sich mit einer Gruppe spanischer Politiker, Künstler und Journalisten zusammen, darunter auch Pablo Picasso, die mit der Allianz der antifaschistischen Intellektuellen in Verbindung stand. Mit Nancy Cunard arbeiteten sie daran, das Unrecht in Spanien in die Öffentlichkeit zu tragen, und brachten einen Lyrikband mit dem Titel Die Dichter der Welt verteidigen das spanische Volk heraus. Mangels Geld setzte und druckte Neruda die Gedichte selbst; allerdings fehlte ihm dazu das Geschick. Er setzte den Buchstaben p meist umgekehrt, so dass in einem Vers das Wort párpados („Augenlider“) zu dardapos wurde. Noch Jahre später soll Nancy Cunard ihn in Briefen mit „Mein lieber Dardapo“ angeredet haben.

### Rückkehr nach Chile
1938 kehrte Neruda nach Chile zurück und fand eine Anstellung als Redakteur bei der Zeitschrift Aurora de Chile. Viele seiner Artikel widmete er der verhängnisvollen Entwicklung des weltweiten Faschismus. Er organisierte eine Buchspende an die Nationalbibliothek in Form von über 500 Titeln von deutschen Schriftstellern, darunter Heinrich Heine, Thomas Mann, Arnold Zweig und Anna Seghers, deren Werke zum Teil in Deutschland vom Hitlerregime öffentlich verbrannt worden waren. Das Nationalmuseum lehnte die Spende zunächst ab. Neruda blieb jedoch beharrlich und bat, unangekündigt während eines Staatsbanketts, den Außenminister Chiles, Don Miguel Cruchaga Tocarnal, die Buchspende anzunehmen, was dann auch tatsächlich geschah.
Als 1939 die Volksfront an die Regierung kam, wurde Neruda damit betraut, nach Paris zu reisen und spanische Emigranten, die vor Franco flüchten mussten, für die Einreise nach Chile zu begeistern. Er blieb mehrere Monate in Paris und brachte ca. 2.000 spanische Flüchtlinge mit dem Passagierdampfer Winnipeg nach Chile. Wieder in Chile, wurde er nach einer Reihe von politischen und literarischen Aktivitäten zum Generalkonsul in Mexiko ernannt, wo er den Posten am 20. August 1940 antrat. Nach drei Jahren bat Neruda um seine Entlassung aus dem diplomatischen Dienst; er wollte wieder zurück nach Chile und sich dem Schreiben und der Politik widmen. 1943 kehrte er nach Santiago de Chile zurück.
Er trat im März 1945 als unabhängiger Kandidat für den Senat auf der Liste der Kommunistischen Partei Chiles an; nach seiner Wahl trat er am 8. Juli der Partei bei.

### Kritik am Regime und Exil in Europa
Als González Videla nach seiner Wahl zum Präsidenten Chiles im Jahr 1946 seine politische Position aufgrund des beginnenden Kalten Krieges änderte, wurde Neruda zu einem der heftigsten Kritiker des Präsidenten. Als Senator genoss er parlamentarische Immunität – niemand konnte ihn vor Gericht stellen oder verhaften, solange er ein gewählter Volksvertreter war. Neruda nutzte diese Situation und seine Reden gegen González wurden immer angriffslustiger. Am Ende kritisierte er ihn in einer öffentlichen Rede aufs Schärfste: „Sie haben das Volk, durch dessen Stimme Sie Präsident geworden sind, belogen und betrogen. Statt die Armut zu bekämpfen, wie Sie es versprochen haben, festigen Sie nur die Macht der wenigen Reichen, die das Volk aussaugen wie Vampire.“

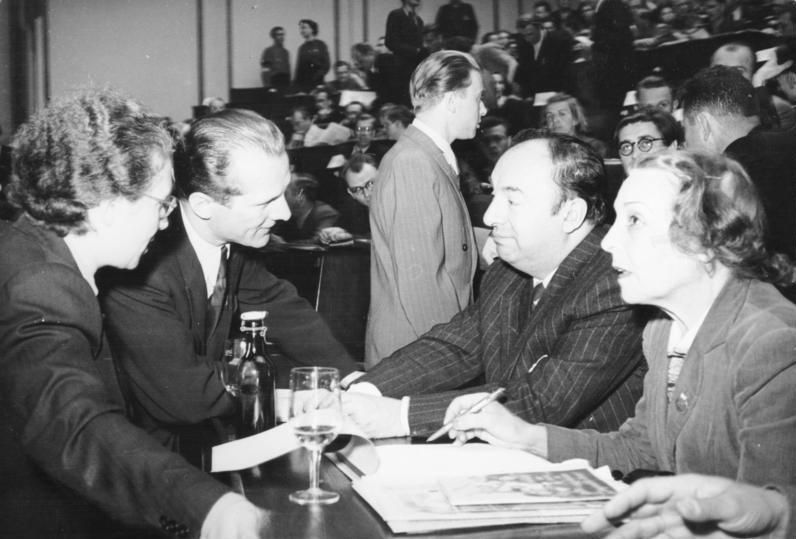
Pablo Neruda und Erich Honecker, Vorsitzender der FDJ, in Berlin, 1951

González war nicht gewillt, einen zweiten derartigen Auftritt Nerudas zuzulassen; die Mehrheit der Volksvertretung erließ das Gesetz zur permanenten Verteidigung der Demokratie, das mehr als 25.000 Menschen ihre politischen Rechte wegnahm. Sofort wurde ein Haftbefehl gegen Neruda erlassen. Wie in Madrid entkam Neruda in letzter Minute aus der Stadt. Die nächsten eineinhalb Jahre lang wechselte Neruda fast täglich seine Behausung. Obwohl die Polizei stets nach ihm fahndete, fand er immer Unterschlupf – die Bevölkerung, vor allem die einfachen Leute, liebten ihren Dichter, der im Parlament dem Präsidenten so mutig seine Meinung gesagt hatte. Während dieser Zeit schrieb Neruda wesentliche Teile seines bedeutendsten Werkes Canto General („Der große Gesang“) – 15.000 Verse, in denen er Wesen und Geschichte des amerikanischen Kontinents von der Vorzeit bis zur Gegenwart deutete.
In Sorge um Nerudas gesundheitliche Verfassung aufgrund der ständigen Flucht brachte sein Freund Ricardo Fonseca ihn mit Galo González zusammen, dem Parteiführer der inzwischen verbotenen Kommunisten, der ebenfalls im Untergrund lebte. Gonzáles organisierte die Flucht Nerudas über einen unbewachten Grenzabschnitt nach Argentinien. In Buenos Aires traf Neruda auf einen weiteren Freund, den guatemaltekischen Schriftsteller Miguel Ángel Asturias, dessen Pass er für die Auswanderung nach Europa nutzte.
Neruda suchte zum dritten Mal Paris auf, wo er von seinen alten Freunden begeistert aufgenommen wurde. Mit Hilfe von Pablo Picasso gelang es ihm, seine Anwesenheit in Europa zu regeln. In seinen Memoiren Confieso que he vivido erzählt Neruda mit großer Freude über die Anteilnahme Picassos, als er 1949 aus politischen Gründen aus Chile flüchten musste. Er drückt darin seinen Dank für die wertvolle Hilfe aus, die er von Picasso erhielt. Dieser hatte sich 1948 beim Friedenskongress in Breslau (Wrocław), an dem er mit Paul Éluard teilnahm, für den Dichter eingesetzt. Während Nerudas mehrmonatigen Aufenthaltes in Paris erschien sein Buch Toros, das von Jean Marcenac übersetzt und von Picasso illustriert wurde. Am zweiten Weltfriedenskongress in Warschau im November 1950 erhielten beide, Picasso und Neruda, zusammen mit anderen Künstlern den Friedenspreis des Weltfriedenskongresses, Neruda für sein Gedicht Holzfäller wach auf. Darüber hinaus erhielt er Jahre später, 1953 und nach seiner Rückkehr nach Chile, den Stalinpreis für die Konsolidierung des Friedens unter den Völkern. In den folgenden Jahren trat Neruda überall in Europa, aber auch in Indien und China bei Friedenskongressen und politischen Debatten auf. Anfang 1952 ließ die chilenische Regierung Neruda wissen, dass er nach Hause zurückkehren dürfe; und so kehrte er am 12. August 1952 nach Chile zurück.

### Erneute Rückkehr nach Chile

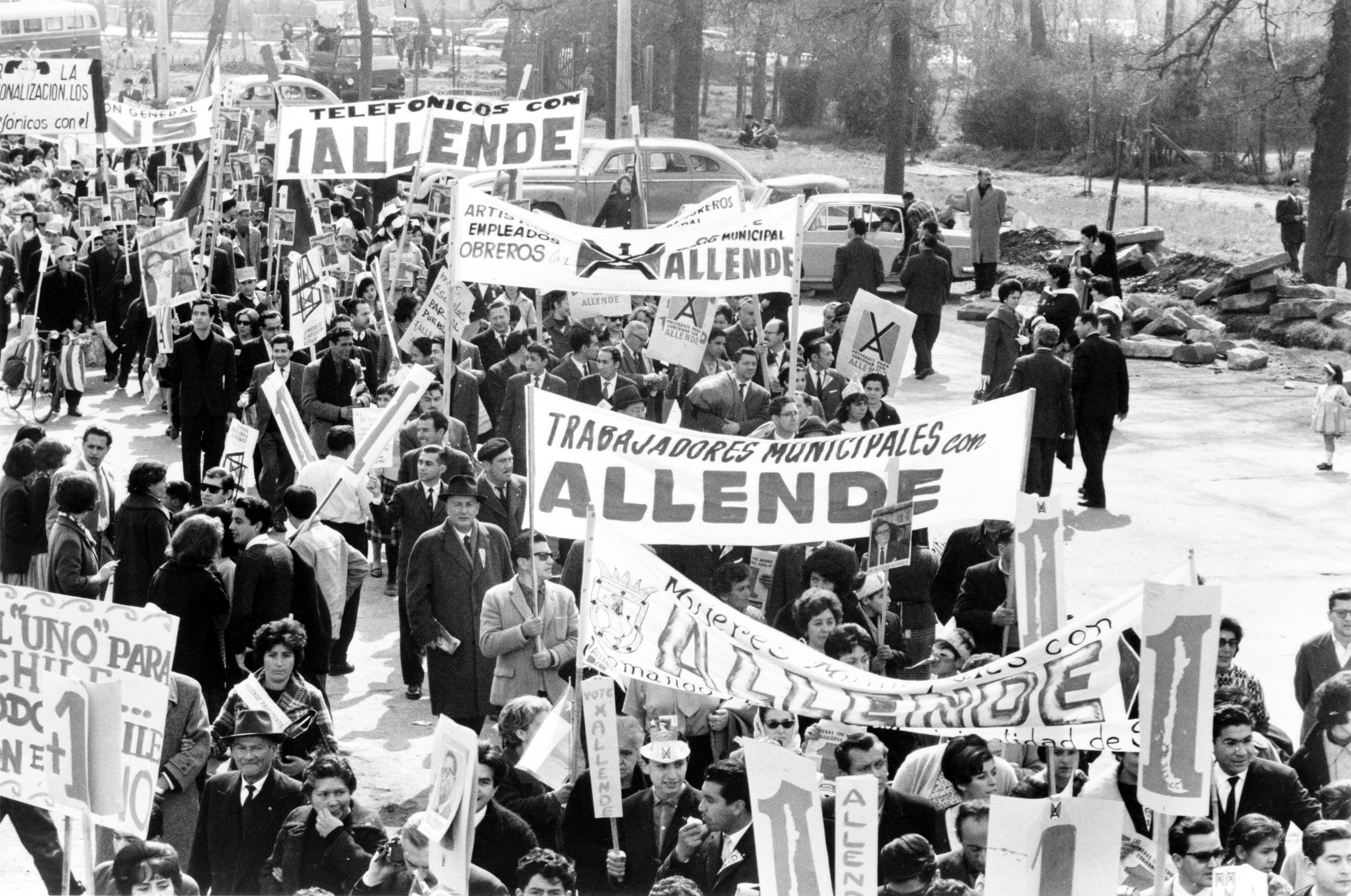
Demonstration für Salvador Allende, 1964

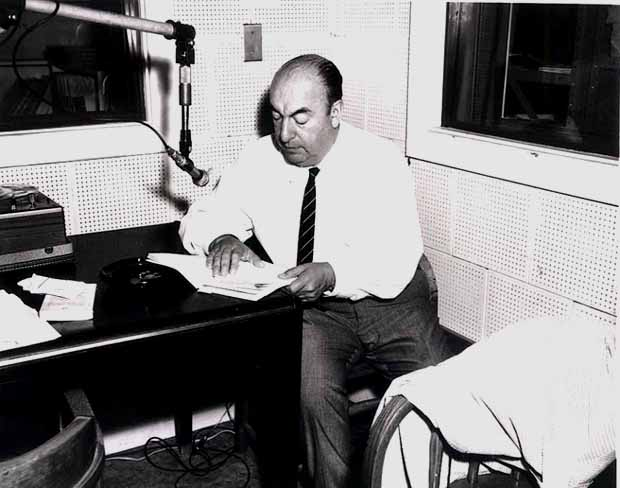
Pablo Neruda während einer Tonaufnahme, 1966

1952 wurde Carlos Ibáñez del Campo, der schon in den 1920er Jahren an der Spitze des Staates gestanden und damals ein soziales Reformwerk begründet sowie die Staatsfinanzen saniert hatte, erneut zum Präsidenten gewählt. Neruda veröffentlichte 1953 den Canto General, der bereits 1950 in Mexiko erschienen war. Die nächsten fünf Jahre widmete er sich ausschließlich seinem dichterischen Schaffen, anschließend reiste er wieder um die Welt und nahm an Konferenzen und Debatten teil.
1969 wurde Neruda von der Kommunistischen Partei als Präsidentschaftskandidat nominiert, er verzichtete aber zu Gunsten des vom Wahlbündnis Unidad Popular favorisierten Sozialisten und Freundes Salvador Allende. 1970 gewann Allende die Präsidentschaftswahlen und überredete Neruda, Botschafter in Paris zu werden. Trotz seiner mittlerweile angegriffenen Gesundheit willigte er ein; er musste sich aber schon nach wenigen Monaten einer Operation unterziehen. Während seiner Genesung wurde ihm am 21. Oktober 1971 der Nobelpreis für Literatur „für eine Poesie, die mit der Wirkung einer Naturkraft Schicksal und Träume eines Kontinents lebendig macht“, zuerkannt. Wenige Tage nach der Verleihung des Preises kehrte Neruda nach Chile zurück; sein Gesundheitszustand verschlechterte sich stetig. Eine für den September 1973 geplante Serie von Aufführungen des Oratoriums Canto General von Mikis Theodorakis, beruhend auf Nerudas Text, bei der auch Nerudas Mitwirkung geplant war, musste wegen seiner Erkrankung und der sich überstürzenden politischen Ereignisse ohne ihn stattfinden.
Am 23. September 1973 erlag Neruda, zwölf Tage nach dem Putsch in Chile unter Führung von Augusto Pinochet, angeblich seinem Krebsleiden (siehe Der Streit um die Todesursache). Nach seinem Tod wurde sein Haus vom Militär geplündert und zerstört.
Nerudas Begräbnis, das in dieser Form wohl nur wegen der Anwesenheit ausländischer Kamerateams möglich war, wurde zum ersten großen öffentlichen Protest gegen die Militärjunta. Am 25. September 1973 wurden in Santiago de Chile Nerudas sterbliche Überreste zwischen zwei Reihen bewaffneter Soldaten zu Grabe getragen. Ein „Vorrufer“ rief laut in die Menge „¡Camarada Pablo Neruda!“, die Menge antwortete mit „¡Presente!“, dann wieder „¡Camarada Pablo Neruda!“ – „¡Presente!“ und schließlich „¡Camarada Pablo Neruda!“ – „¡Presente, ahora y siempre!“, also „Genosse Pablo Neruda!“ – „Anwesend!“, „Genosse Pablo Neruda!“ – „Anwesend!“, „Genosse Pablo Neruda!“ – „Anwesend, jetzt und immer!“. Das Spiel wiederholte sich mit „¡Camarada Salvador Allende!“ und „¡Compañero Víctor Jara!“ An seinem Grab wurde die Internationale gesungen. Die Schriftstellerin Isabel Allende beschreibt in ihrem Roman Das Geisterhaus folgerichtig das Begräbnis als „symbolisches Begräbnis der Freiheit“.

## Stil
Das frühe lyrische Werk Nerudas ist von der europäischen Avantgarde, insbesondere vom Surrealismus, beeinflusst. Dieser Frühstil ist durch einen außerordentlichen Reichtum an Assoziationen sowie die Außerkraftsetzung der Regeln von Syntax und Zeichensetzung charakterisiert. Das gilt auch für seinen ersten avantgardistischen Roman El habitante y su esperanza, der 1926 erschien. Im Laufe seiner schriftstellerischen Entwicklung nahm er immer mehr Einflüsse auf: Zu seinen stilistischen Vorbildern gehörten Arthur Rimbaud, Majakowski und vor allem Walt Whitman, dessen Porträt in allen seinen Häusern hing. Er betrachtete Whitmans Grashalme als Pionierleistung, die der amerikanischen Dichtung den Weg gewiesen habe. Neruda lehnte das Konzept einer „reinen“ Poesie, wie es z. B. Paul Valéry vertrat, entschieden ab und stellte sich in Whitmans Tradition einer „unreinen“ Poesie (Sobre una poesía sin pureza), die den Weltbezug vor Konstruktion und Musikalität setzt und das ganze Spektrum des Lebens einfangen soll, gleichgültig, ob moralisch, amoralisch oder gar trivial: Alle Objekte haben gleichermaßen ihre Berechtigung. Mit Whitman verbindet Neruda das Gefühl für den geographischen Raum, für die Weite des Kontinents. Nerudas Landschaften sind jedoch anders als Whitmans Räume historisch aufgeladen, sie haben eine Vorgeschichte und müssen quasi archäologisch erschlossen werden. Doch handle es sich nach Fernando Alegría bei der Ähnlichkeit des Stils um eine optische Illusion: Beide würden das erotische Verhältnis zur Natur zwar teilen, Whitmans Mystizismus sei jedoch durch einen Abgrund von Nerudas Materialismus getrennt. Auch die Kategorisierung seines Stils (seit dem Canto General 1950) als sozialistisch-realistisch greift zu kurz, auch wenn sich dieser in Werken wie Las uvas y el viento (1954) manifestiert.

## Kontroversen

### Streit um die Todesursache
Die chilenische Justiz ordnete für den 8. April 2013 die Exhumierung des Leichnams an und gab damit einem Antrag der Kommunistischen Partei Chiles (Partido Comunista de Chile) statt. Als offizielle Todesursache war Herzversagen festgestellt worden; es sollten nun aber Gerüchte über eine mögliche Ermordung Nerudas ausgeräumt werden, die seit seinem Tod von verschiedenen Seiten aufgekommen waren. Neruda selbst trug dazu bei, da er vor seinem Tod gesagt hatte, man habe ihm im Krankenhaus, wo er sich aufhielt und schlief, eine Spritze verabreicht. Der Dichter soll an Krebs gelitten haben, als er starb und deswegen im Krankenhaus behandelt worden sein. Seine Witwe hielt bis zu ihrem Tode jedoch an der Meinung fest, ihr Mann sei nicht an Krebs gestorben, ohne zu behaupten, er sei ermordet worden. Sein Fahrer und Diener Manuel Araya hält an der These der Ermordung Nerudas im Krankenhaus fest. Die Krankenakten Nerudas, die über die Krankengeschichte und den Inhalt der Spritze Aufklärung geben könnten, sind nicht mehr auffindbar. Ein internationales Forensikerteam, das die sterblichen Überreste untersuchte, kam in dem im November 2013 vorgestellten Abschlussbericht zu der Feststellung, dass Neruda nicht vergiftet wurde, sondern tatsächlich an Prostatakrebs gestorben sei. Im Januar 2015 wurde bekanntgegeben, dass es eine neue Untersuchung zur Todesursache geben solle. Francisco Ugas, der Leiter der Menschenrechtsabteilung der chilenischen Regierung, sagte, es gäbe einen begründeten Anfangsverdacht, dass der Dichter vergiftet worden sei. Die neue Untersuchung sollte nach anorganischen Substanzen oder Schwermetallen suchen sowie feststellen, ob es Zell- oder Eiweißschädigungen durch chemische Wirkstoffe gegeben habe. Die bisherigen Untersuchungen konzentrierten sich darauf, nach direkt nachweisbaren Giften zu suchen. Im November 2015 gab das chilenische Innenministerium in einer Erklärung bekannt, dass es „offensichtlich möglich und sehr wahrscheinlich“ war, dass Nerudas Tod durch Fremdeinwirkung verschuldet wurde. Damit wurde ein bereits im März des Jahres in der spanischen Zeitung El País veröffentlichtes Dokument des Innenministeriums bestätigt. Das Ministerium wies jedoch warnend darauf hin, dass eine Expertenkommission zu keinem abschließenden Urteil gekommen sei.
Nerudas Leichnam sollte nach zwei Umbettungen und einer Exhumierung am 25. April 2016 in Isla Negra ein viertes Mal beerdigt werden.
2017 wurde auf einem Zahn Nerudas das Bakterium Clostridium botulinum gefunden, welches ein Neurotoxin produziert. Bis im Februar 2023 wurde daraufhin an einem Bericht gearbeitet, welcher laut Rodolfo Reyes, dem Anwalt der Familie und Nerudas Neffe, zum Schluss gekommen sein soll, dass das Bakterium nicht nach dem Tod auf Neruda übertragen worden war. Reyes zitierte vorab aus dem Bericht, wonach das Bakterium im Körper nachgewiesen sein soll, dessen toxische Stoffwechselprodukte zu Muskellähmung und Tod führen. Nach dieser Darstellung wurde der Dichter von unbekannter Seite durch eine letale Dosis des Giftes ermordet. Am 15. Februar 2023 übergab ein internationales Forensiker-Team aus Chile, Kanada und Dänemark den Bericht der zuständigen Richterin Paola Plaza, welche wiederum zu einem späteren Zeitpunkt über die Gewichtung des Berichts entscheiden wird. Dies könnte bedeuten, dass in der Spritze, die ihm verabreicht wurde, möglicherweise Bakterien waren, deren Gift eine Lähmung des Nervensystems verursacht hätte.

### Streit um das dichterische Werk
In der DDR gab es bereits 1949 eine erste Veröffentlichung von Gedichten (Beleidigtes Land). Wegen der ausdrücklich politischen (kommunistischen) Aspekte in seinem Werk und seiner zeitweise positiven Haltung zu Stalin, dem er nach dessen Tod (1953) eine fast hymnische Ode widmete, wurde Neruda, der sich selbst als Dichter des Volkes bezeichnete, in vielen westlichen europäischen Ländern bis in die 1960er Jahre ignoriert. Die Stimmung änderte sich erst im Zuge der großen, weltweiten Sympathie für Chile nach dem Militärputsch 1973. Bis dahin gab es keine vollständige Ausgabe der Gedichte Nerudas in der Bundesrepublik Deutschland.
Sein Leben wurde unter anderem in Antonio Skármetas halbbiografischem Roman Mit brennender Geduld thematisiert (der Roman wurde 1983 von Skarmeta selbst und 1994 ein zweites Mal von Michael Radford mit Philippe Noiret als Neruda unter dem Titel Der Postmann verfilmt). Skármetas Roman diente als Vorlage für die 2010 durch Plácido Domingo uraufgeführte Oper Il Postino des mexikanischen Komponisten Daniel Catán.

### Vergewaltigung
In seiner postum erschienenen Autobiographie Ich bekenne, ich habe gelebt gibt es im Kapitel 4 (Die leuchtende Einsamkeit) einen Abschnitt (Singapur), in dem der Autor beschreibt, eine Frau vergewaltigt zu haben, als er 1929 Konsul in Ceylon war. Neruda erzählt darin, wie er in einem abgelegenen Bungalow wohnte, den er gemietet hatte, und sich wunderte, dass er den Toilettenbehälter jeden Morgen sauber fand. Als er feststellte, dass dieser von einer schönen und unnahbaren Tamilin „von der Kaste der Parias“ geleert wurde, und mehrere Versuche, sie mit Geschenken zu gewinnen, nicht zum Ziel führten, ließ Neruda sich nach eigener Darstellung zu der folgenden Handlungsweise hinreißen, die der Autor – im Sinne eines Male gaze – jedoch stark ästhetisiert und verklärt (in der Übersetzung von Curt Meyer-Clason):
„Zu allem entschlossen, packte ich sie eines Morgens herrisch am Handgelenk und blickte ihr ins Gesicht. Ich wußte keine Sprache, in der ich sie hätte ansprechen können. Ohne Lächeln ließ sie sich von mir führen, und schon lag sie nackt auf meinem Bett. Ihre schlanke Taille, ihre vollen Hüften, die überquellenden Becher ihrer Brüste machten sie den tausendjährigen Skulpturen Südindiens gleich. Die Begegnung war die eines Mannes mit einer Statue. Die ganze Zeit hielt sie die Augen offen, ungerührt. Sie verachtete mich mit Recht. Die Erfahrung wiederholte sich nicht.“
Diese „Erfahrung“ stellt Neruda vorgängig in den Zusammenhang mit Erinnerungen an sexuelle Kontakte mit anderen Frauen und insbesondere mit der Erzählung einer jungen Frau, die er berichtend wiedergibt. Darin wird keine offene Gewalt ausgeübt. Diese Frau und ihre Freundinnen seien „brünette[n] und goldene[n] Mädchen mit dem Blut von Buren, Engländern, Drawiden“ und Hervorbringungen des Kolonialismus – „ein Kolonialprodukt“ – gewesen, aber keine Prostituierte, und er betont: „Ihre Erzählung beeindruckte mich, und ich empfand nichts als Sympathie für sie.“

## Ehrungen

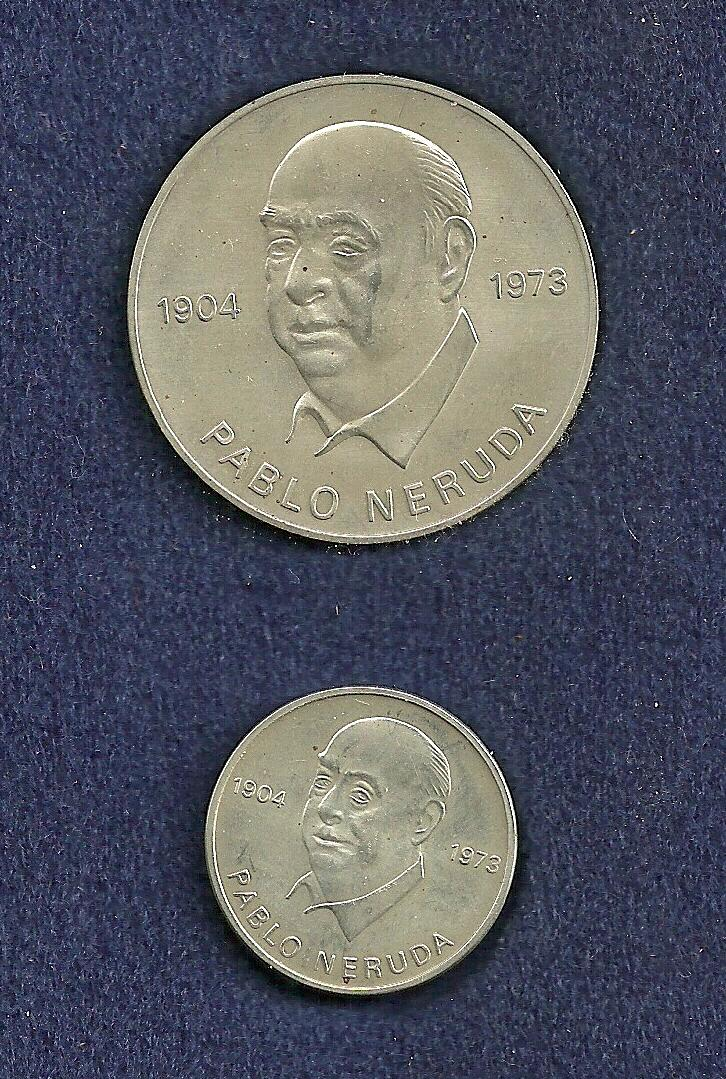
Pablo-Neruda-Medaille der DDR zu seinem Tod 1973

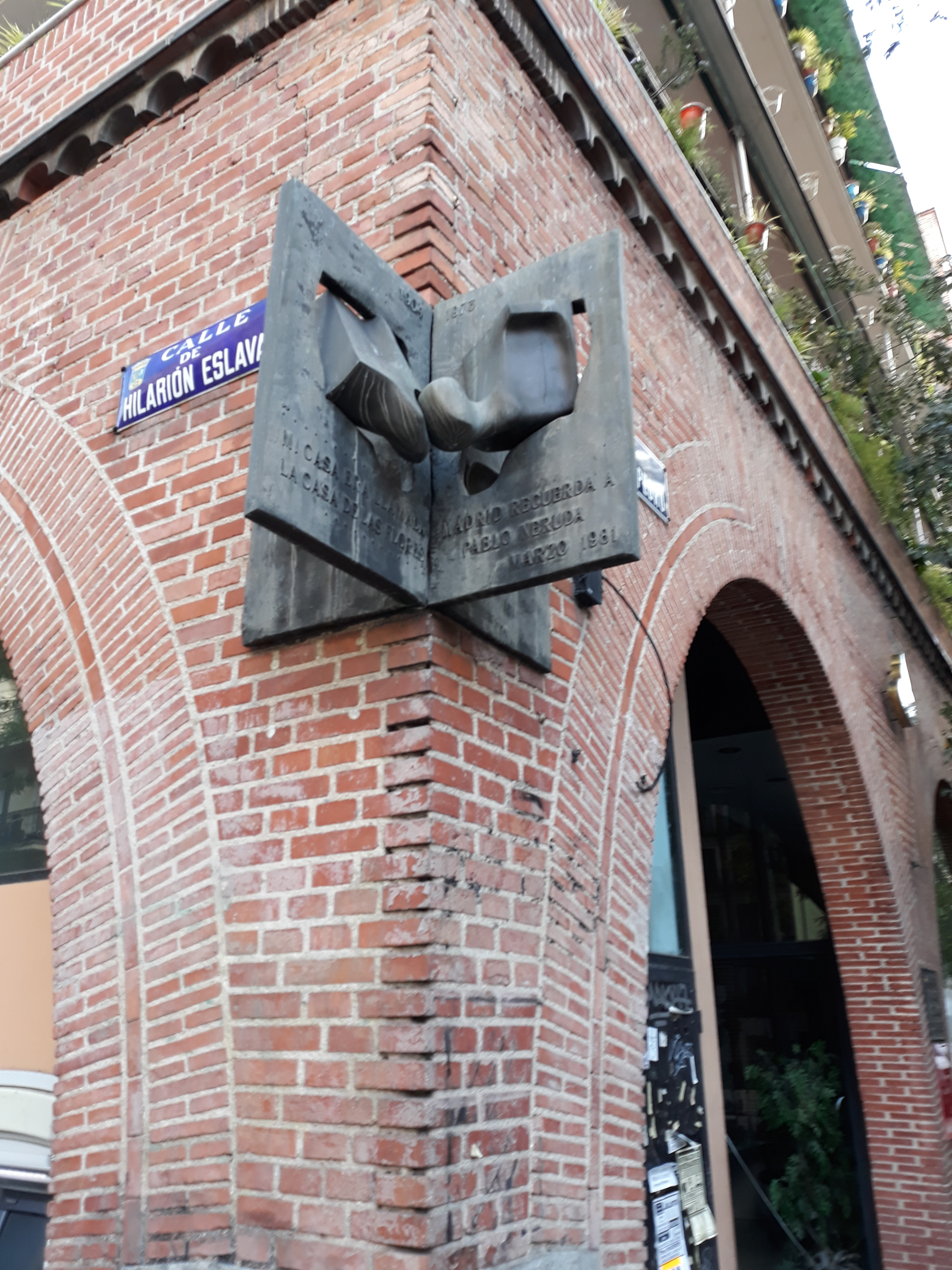
Gedenktafel für Pablo Neruda an der Casa de las Flores in Madrid aus dem Jahr 1981

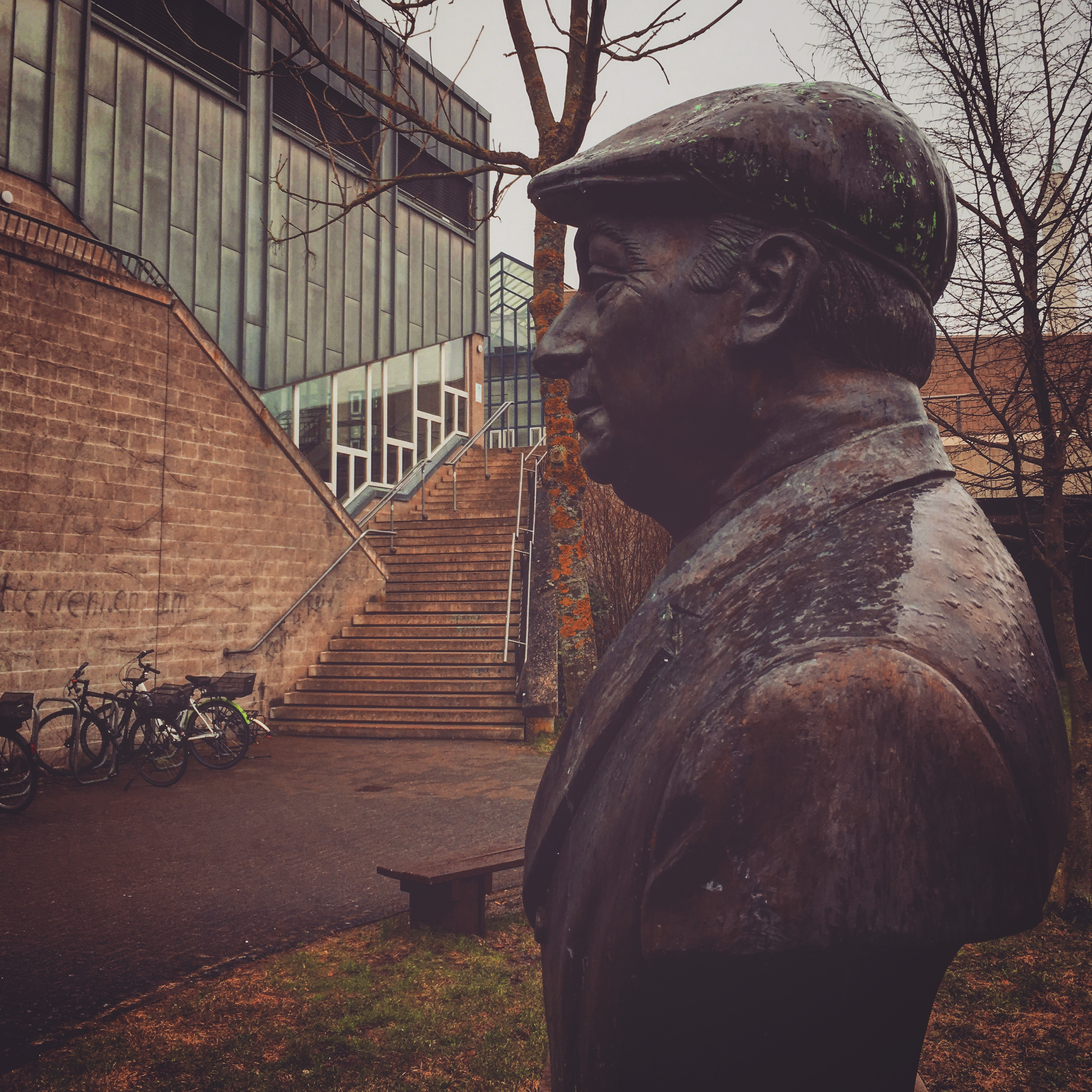
Büste von Pablo Neruda an der Universität Bremen

- 1953: Stalinpreis für den Einsatz zur Erhaltung des Friedens unter den Völkern.[30]
- 1967: Ehrendoktor der Universität Leipzig[31]
- 1968: Ehrenmitglied der American Academy of Arts and Letters.[32]
- 1970: Mitglied der American Academy of Arts and Sciences
- 1971: Nobelpreis für Literatur, mit der Begründung „für eine Poesie, die mit der Wirkung einer Naturkraft Schicksal und Träume eines Kontinents lebendig macht“.
- In der DDR wurde Neruda hoch gewürdigt. 1974 wurde er auf einer DDR-Briefmarke abgebildet. Die Polytechnischen Oberschulen in Greifswald und in Hoyerswerda wurden zur Pablo-Neruda-Schule. Auch die 100. POS in Dresden, die 32. POS in Potsdam sowie die 23. POS in Cottbus trugen den Namen Pablo Neruda ebenso wie das Gymnasium in Spremberg seit 1975. In Leipzig und Chemnitz tragen zwei Grundschulen bis heute den Namen Pablo Neruda. Der größten Bibliothek Berlin-Friedrichshains wurde 1974 der Ehrenname Pablo Neruda verliehen. Die heutige Bezirkszentralbibliothek heißt ebenso.[33]
- 1982 wurde in Greifswald ein Gedenkstein auf dem Gelände der Polytechnischen Oberschule gestiftet; seit 2006 ist sie das Gymnasium Alexander-von-Humboldt. Nach 1990 galt der Stein als verschollen; er wurde aber wiederentdeckt und saniert. Anlässlich des 40. Todestags des Schriftstellers wurde der Gedenkstein 2013 wiedereingeweiht und erhielt sein neues Domizil am Humboldt-Gymnasium. Der schlichte rechteckige Gedenkstein trägt die Inschrift: PABLO NERUDA 1904–1973.[34]
- Eine Pablo-Neruda-Büste in Bronze wurde 2014 auf dem Campus der Universität Bremen aufgestellt.

## Weitere Darstellungen Nerudas in der bildenden Kunst
- Wieland Förster: Pablo Neruda (Porträt-Stele, Bronze, Höhe 184 cm, 1974/75)[35]
- Peter Kern: Pablo Neruda (Porträtplastik, Bronze)

## Werke (Auswahl)
- 1923: Crepusculario – Dämmerung

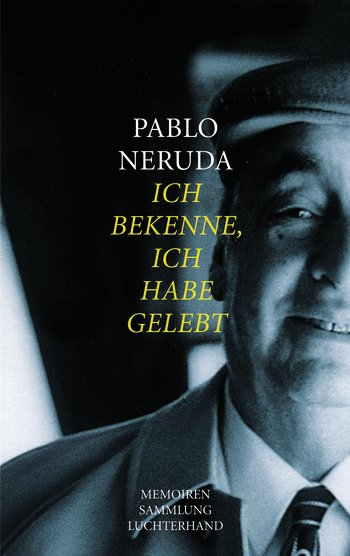
Cover der Autobiografie, 2003

- 1924: Veinte poemas de amor y una canción desesperada – Zwanzig Liebesgedichte und ein Lied der Verzweiflung. (Deutsch von Fritz Vogelgsang), Luchterhand. ISBN 978-3-630-62150-0.
- 1926: El habitante y su esperanza
- 1926: mit Thomas Lago: Anillos (Santiago: Editorial Nasciment, 1926)
- 1933: Residencia en la tierra – Aufenthalt auf Erden. (Deutsch von Erich Arendt und Stephan Hermlin, mit 18 Farbholzschnitten von HAP Grieshaber, Berlin (Ost), Volk und Welt, 1974)
- 1937: España en el corazón – Spanien im Herzen
- 1948: Obras poéticas – Poetische Arbeiten
- 1950: Canto general – Der große Gesang. (Deutsch von Erich Arendt, Berlin (Ost), Volk und Welt, 1953)
- 1953: Los versos del capitán – Die Verse des Kapitäns
- 1953: Poesía política – Politische Poesie
- 1954: Las uvas y el viento – Die Trauben und der Wind. (Deutsch von Fritz Arendt, Volk und Welt, Berlin-Ost, 1955)
- 1960: Poesías: Las piedras de Chile – Poesien: Die Steine Chiles
- 1964: Memorial de Isla Negra – Memorial von Isla Negra. (Deutsch von Erich Arendt, Volk und Welt, Berlin-Ost, 1976)
- 1967: Fulgor y muerte de Joaquín Muríeta (Deutsch von Klaus Möckel: Glanz und Tod des Joaquin Murieta, chilenischer Bandit, getötet wider alle Gerechtigkeit in Kalifornien am 23. Juli 1853. Verlag Volk und Welt, Berlin, 1972)
- 1970: Las piedras del cielo – Die Steine des Himmels
- 1970: Ein Land das schmeckt. Corvina Verlag, Budapest (Reise-Impressionen aus Ungarn; mit Miguel Anguel Asturias)
- 1972: Geografía infructuosa – Unfruchtbare Geographie. (Deutsch von Hans-Jürgen Schmitt/Ute Steinbicker). Zürich, ISBN 978-3-908126-37-9.
- 1973: Satrapas – Die Satrapen
- 1973: Confieso que he vivido – Ich bekenne, ich habe gelebt. (Autobiographie; deutsch von Curt Meyer-Clason). Neuwied: Luchterhand. ISBN 3-630-62041-8
- 1974: Libro de las preguntas – Buch der Fragen
- 1980: Para nacer he nacido – Um geboren zu werden. (Deutsch von Anneliese Botond). Neuwied: Luchterhand. ISBN 978-3-472-86513-1

## Filme
- Uwe Belz: Pablo Neruda. Dokumentarfilm, DDR 1973, 18 Minuten.[38]
- Michael Radford: Il postino (deutsch: Der Postmann). Spielfilm, Italien 1994, 108 Minuten.
- Ebbo Demant: Neruda. Dokumentarfilm, Deutschland 2003, 120 Minuten.
- Pablo Larraín: Neruda. Spielfilm, Chile 2016, 107 Minuten.

## Vertonungen
- Dieter Salbert: Zwei Oden nach Gedichten von Pablo Neruda: Ode an den Duft des Holzes / Ode an eine Uhr in der Nacht, für Sopran, Synthesizer, Musique Concrète. Uraufführung am 23. August 1974 Bayreuth, Musikverlag Zahoransky.
- Kalevi Aho: Kysymysten kirja (Das Buch der Fragen. Suite für Mezzosopran und Kammerorchester; El libro de las preguntas in Finnischer Übersetzung von Katja Kallio; die Suite bildet Teil 1 des dreiteiligen Konzert[s] für Kammerorchester; sie kann unabhängig vom Konzert für Viola und Orchester bzw. der abschließenden 14. Sinfonie gespielt werden), UA: Rovaniemi, 27. November 2007 (Monica Groop, Mezzosopran; Lapland Chamber Orchestra; Leitung: John Storgårds)
- Volker Blumenthaler: Poem oder 11. September 1973 (1988) für Sopran und Horn
- Nikolaus Brass: Emerge tu… (1991). Madrigal für 4 Stimmen. UA 1991 Graz (Musikprotokoll im Steirischen Herbst; Ensemble <belcanto>, Leitung: Dietburg Spohr)
- Alan Bush: De Plenos Poderes (From Fully Empowered) op. 86 (1977), für Bariton und Klavier. Nr. 3: El perezoso („Continuarán viajando cosas…“)
- Enrique González-Medina (* 1954): Me gustas cuando callas op. 3 (1990/96) für Tenor, Altsaxophon (oder Klarinette), Violoncello und Klavier
- Carlos Guastavino (1912–2000): Esta iglesia no tiene (1948) für mittlere oder hohe Stimme und Klavier
- Rodolfo Holzmann: Tres madrigales (1944) für hohe Stimme und Klavier

1. Lamento lento – 2. Fantasma – 3. Madrigal escrito en invierno
- Nicolaus A. Huber: Banlieue – Schauplätze der Revolution (1973), I. Almería, UA Witten 1974
- Peter Lieberson: Five Neruda Songs (2005) für Mezzosoprano und Orchester. Texte aus den Cien Sonetos de Amor (1959)

1. Sonnet VIII („Si no fuera porque tus ojos tienen color de luna…“) – 2. Sonnet XXIV („Amor, amor, las nubes a la torre del cielo…“) – 3. Sonnet XLV („No estés lejos de mí un solo día, porque cómo…“) – 4. Sonnet LXXXI („Ya eres mía. Reposa con tu sueño en mi sueño…“) – 5. Sonnet XCI („Amor mío, si muero y tú no mueres…“)
- John Mitchell: Four Songs in Spanish. Nr. 4: La United Fruit Co. („Cuando sonó la trompeta, estuvo…“; aus dem Canto general)
- Allan Pettersson:

- De döda på torget (Sinfonie Nr. 12; 1974) für gemischten Chor und Orchester
- Vox Humana (1974) für Soli, gemischten Chor und Streichorchester. Texte: Manuel Bandeira, Daniel Laínez, Roberto Fernández Retamar, César Vallejo, Murilo Mendes, Nicolás Guillén, Cassiano Ricardo, Miguel Barnet, Pablo Neruda

- Tobias Picker: Tres sonetos de amor (2000) für mittlere oder hohe Stimme und Klavier / für Bariton und Orchester. Texte aus den Cien Sonetos de Amor

1. Sonnet XVII – No te amo („No te amo como si fueras rosa de sal, topacio…“) – 2. Sonnet III – Áspero amor („Áspero amor, violeta coronada de espinas…“) – 3. Sonnet XLV – No estés lejos („No estés lejos de mí un solo día, porque cómo…“)
- Leon Schidlowsky: Tres versos del capitán (1966) für Tenor und 6 Schlagzeuge
- Roland Schmidt: Neruda-Lieder (2005/07) für Mezzosopran, Klarinette, Klavier und Percussion

1. Como cenizas, como mare – 2. Cantares – 3. Barcarola – 4. Jinete en la lluvia – 5. Oceano – 6. Mares de Chile
- Yvette Souviron (* 1914): Poema de Neruda für Singstimme und Klavier
- Mikis Theodorakis: Canto General (1970–81). Oratorium für Mezzosopran, Bariton, gemischten Chor und Orchester
- Los Jaivas: Alturas de Machu Picchu (Progressive-Rock-Album; 1981). Text: Teile von Alturas de Machu Picchu aus dem Canto General
- José Carlos Amaral Vieira (* 1952): Veinte poemas de amor y una canción desesperada op. 179b (1983) für Mezzosopran und Klavier

1. Cuerpo de mujer – 2. En su llama mortal – 3. Ah vastedad de pinos – 4. Es la mañana llena de tempestad – 5. Para mi corazón basta tu pecho – 6. Puedo escribir los versos – 7. La canción desesperada
- Samuel Barber: 1971 Zwanzig Liebesgedichte und ein Lied der Verzweiflung vertont als The Lovers, für Bariton, Orchester und gemischtes Chor, Op. 43, eine Bestellung der Girard Bank von Philadelphia.
- Matthias Bonitz: 2023 Dialog ohne Worte[39] nach dem Gedicht Still sein für Sprecher – Kontrabass – Pianoforte; alternativ: Sprecher – Violoncello – Harfe Uraufführung: 21. April 2023 Heilig-Kreuz-Kirche Duelmen (NRW Deutschland)